# Jean Sciou
Jean Sciou, alias « Faucon », est né à Locoal-Mendon (Morbihan) le 2 septembre 1920 et est mort à Nantes le 24 octobre 1969, est un résistant français.
Il est Chef de Région Bretagne-Manche du Réseau Confrérie Notre-Dame (dirigé par le Colonel Rémy) à partir de septembre 1943. Il est arrêté le 7 novembre 1943 à Paris, par la Gestapo, et blessé par balle lors de sa première évasion. Il est à nouveau capturé par la police allemande le 15 novembre 1943 à Paris puis déporté le 22 janvier 1944 à Buchenwald. Il est ramené en France le 3 juin 1944 par la police allemande pour supplément d’enquête. Il s’évade du train qui le ramenait vers l’Allemagne le 2 juillet 1944 à Mauves et part pour Londres le 22 août 1944,.
Il a rédigé, dans un cahier manuscrit de 74 pages, consultable en ligne sur le site des Archives nationales, un rapport au Bureau central des renseignements et d’action à Londres sur la destruction de la Confrérie Notre-Dame dans lequel il relate ses activités de Chef de la Région Bretagne-Cotentin de septembre 1943 à août 1944. Ce document, dont de très nombreux passages sont repris ou cités intégralement dans les sources secondaires,,, comporte en outre un témoignage précis sur les actes de torture commis par la Gestapo au 101 avenue Henri-Martin à Paris, sur les conditions d’acheminement vers le camp de Buchenwald, ainsi qu’une description de la vie des déportés à Buchenwald,.

## Responsabilités à La Confrérie Notre-Dame
Jean Sciou était clerc de notaire à Erdeven (Morbihan). Il entre aux F.F.C. (Forces françaises combattantes), sous l’indicatif 89.150 « Faucon » en septembre 1942, à 22 ans. Après avoir été agent local de renseignement entre la Rivière d'Étel et Penthièvre (Morbihan), il devient chef du sous-réseau de renseignement Chevalière. Il s’adjoint  le concours d’un Basque espagnol, Jacques Alda (pseudonyme : « Azkatasuna ») et de Michel le Bris (pseudonyme : « Cassis »). En septembre 1943, Alphonse Tanguy (Alex), devenu chef de la C.N-D., confie à Jean Sciou le commandement de la Bretagne et du Cotentin. Faucon divise ce territoire en 17 U.C.R. (Unités de combat et de renseignement): Cherbourg et la Manche ; Saint-Malo ; Saint-Brieuc-Lannion ; Lannion-l'Aber Wrac'h ; Brest ; Quimper-Carhaix ; Quimperlé-Le Pouldu ; Lorient ; La Rivière d'Etel ; Quiberon-La Trinité ; Le Golfe du Morbihan-Vannes ; Saint-Nazaire ; Rennes ; le Centre Bretagne avec des éléments rattachés aux secteurs côtiers et établit une centrale radio en Bretagne fonctionnant avec quatre opérateurs à Quimperlé, Vannes, Rennes, et Saint-Brieuc, l'ensemble constitue le réseau C.N.D.-Cotre qui dispose de plus de 150 agents,,,,.

## Arrestation par la Gestapo
En novembre 1943, Faucon est arrêté par la Gestapo, place des Ternes à Paris,, peu après l’exécution d’Alex, mais parvient à s’échapper et est blessé par balle lors de son évasion,. Il est à nouveau capturé, par la Gestapo quelques jours plus tard, alors qu’il vient d’être opéré de sa blessure au bras, à la clinique des Sœurs Diaconesses à Paris et conduit au 101 avenue Henri-Martin pour subir un interrogatoire par Masuy,,. Il témoigne dans son cahier des actes de torture perpétrés par Masuy contre lui et contre ses camarades  – notamment le supplice de la baignoire –, méthode de torture élaborée par Masuy et qualifiée par ce dernier de « psychologie expérimentale ». Il est envoyé à l’Hôpital de la Pitié où les blessés sont enchaînés dans leur cellule.

## Déportation à Buchenwald
En janvier 1944, il est conduit à Fresnes, puis à Compiègne, puis vers l’Allemagne avec d’autres camarades, notamment Olivier Courtaud (pseudonyme : « Jacot »). Jean Sciou décrit presque heure par heure, dans son témoignage, les conditions du très long voyage en train vers Buchenwald, dans un wagon à bestiaux où s’entassent 140 hommes. Il relate l’arrivée au camp et donne également une description très précise du camp de Buchenwald, de son organisation hiérarchique, des conditions de vie épouvantables. Il évoque la mort de nombreux déportés, anonymes ou connus comme Paul-Émile Janson ou André Helbronner.

## Retour en France et évasion
En juin 1944, il est ramené en France pour « complément d’enquête » et est conduit au siège de la Gestapo parisienne, rue des Saussaies, puis à la Gestapo de Rennes (Cité des étudiantes, avenue Jules Ferry) où il subit à nouveau un interrogatoire.
En juillet 1944, lors de son réacheminement vers Buchenwald, il parvient à s’évader du wagon avec deux camarades à hauteur de Mauves en pratiquant une ouverture dans le plancher, il rejoint Vannes où on lui donne de faux-papiers puis Quimperlé où il rédige son témoignage qu'il emmène avec lui lorsqu'il part en Angleterre, vers le 22 août, avec le Colonel Passy.
Il est nommé chargé de mission de première classe avec assimilation au grade de Capitaine et rentre en France le 25 septembre 1944.

## Dernier témoignage
Quelques mois avant sa mort, qui intervient en 1969 à Nantes, il rédige un dernier témoignage, complémentaire du précédent, dont le texte est également déposé aux Archives nationales. Ce témoignage a été recueilli par l'historien Roger Leroux. Les tout derniers mots de ce témoignage font état de l’incrédulité suscitée par la lecture, en août 44, du passage de son rapport concernant l’existence de chambres à gaz à Auschwitz : « Quand ils ont lu dans mon rapport que des centaines de milliers de Juifs étaient assassinés à Auschwitz, ils ne m’ont pas cru. On m’a dit à Londres : « Vous n’êtes pourtant pas de Marseille » ».

## Décorations

### France
- Chevalier de la Légion d'honneur
- Croix de guerre avec palme
- Médaille de la Résistance
- Médaille des évadés
- Médaille des déportés de la Résistance
- Médaille du combattant volontaire de la Résistance
- Croix du combattant

### Royaume-Uni
- King's Medal for Courage in the Cause of Freedom

### Pologne
- Médaille commémorative de la Résistance polonaise